# Bioplin
Bioplin je plinski produkt procesa anaerobnega vrenja organskih snovi.     
Pridobiva se z biološko razdelitvijo organskih osnovi v odsotnosti kisika. Nastane s fermentacijo bioloških razgradljivih materialov, kot so biomasa, gnoj, komunalni odpadki, zeleni odpadki, rastlinski material. Bioplin je mogoče stisniti, kot zemeljski plin, uporablja se za pogon motornih vozil. Je obnovljivo gorivo in vrsta biogoriva.     

## Uporaba
Bioplin se uporablja ob prisotnosti anaerobnih gnilišč. Te rastline se lahko hranijo z rastlinami, kot so: koruzna silaža ali biološko razgradljivi odpadki.

## Sestava
50-75% metana CH4
25-50% ogljikovega dioksida CO2
0-1% vodika H2
0-10% dušika N2
0-0% kisika Oo
0-3% vodikovega sulfida H2S Bioplin je mogoče uporabiti za proizvodnjo električne energije v napravah za čiščenje odplak, plinskega motorja, kjer se odpadne toplote motorja priročno: za ogrevanje gnilišče, kuhanje, ogrevanje prostorov, vode za ogrevanje in procesno ogrevanje.   
Sestava bioplina se razlikuje glede na izvor procesa anaerobnega gnitja. Za deponijski plin metan je značilna koncentracija okrog 50%. Napredne tehnologije za ravnanje z odpadki pa lahko proizvajajo bioplin z 55-75% CH4.
Bioplin je mogoče uporabiti za proizvodnjo električne energije v napravah za čiščenje odplak, plinskega motorja, kjer se odpadne toplote motorja priročno: za ogrevanje gnilišče, kuhanje, ogrevanje prostorov, vode za ogrevanje in procesno ogrevanje.   
Sestava bioplina se razlikuje glede na izvor procesa anaerobnega gnitja. Za deponijski plin metan je značilna koncentracija okrog 50%. Napredne tehnologije za ravnanje z odpadki pa lahko proizvajajo bioplin z 55-75% CH4.

## Koristi
Uporaba bioplina prinaša s seboj mnoge prednosti. V Severni Ameriki bi lahko uporaba bioplina ustvarila dovolj elektrike, da bi zadostila 3 % tamkajšnjih potreb po električni energiji. Poleg tega bi lahko bioplin potencialno pomagal ublažiti globalno spreminjanje podnebja. Normalno, da gnoj, ki ga pustimo razkrajati, sprošča dva glavna plina, ki povzročata segrevanja ozračja; dušikov dioksid in metan. Dušikov didioksid segreva ozračje 310- krat bolj kot ogljikov dioksid, metan pa 21- krat bolj kot ogljikov dioksid. S pretvorbo govejega gnoja v metanov bioplin preko anaerobnega gnitja bi bili milijoni glav govedi v ZDA sposobni proizvesti 100 milijard kilovatnih ur električne energije, kar je dovolj za oskrbo milijonov domov po državi. Eno govedo lahko v enem dnevu proizvede dovolj gnoja za generiranje treh kilovatnih ur elektrike; za enodnevno napajanje ene 100- vatne žarnice zadošča že 2,4 kilovatne ure elektrike. Poleg tega bi lahko s pretvorbo govejega gnoja v metanov bioplin, namesto da bi ga pustili razkrajati, zmanjšali globalno količino plinov, ki prispevajo k segrevanju ozračja, za 99 milijonov ton ali 4%.
30 milijonov podeželskih gospodinjstev na Kitajskem, ki imajo razkrojevalnike za proizvodnjo bioplina, ima od tega 12 koristi: varčevanje fosilnih goriv, prihranek časa za napravljanje drv, varovanje gozdov, uporaba ostankov pridelkov za živalsko krmo namesto gorivo, prihranek denarja, prihranek časa za kuhanje, izboljševanje higienskih razmer, proizvajanje visoko kakovostnega umetnega gnojila, omogočanje delovanja lokalne kmetijske mehanizacija, omogočanje proizvodnje električne energije, dviganje življenjskega standarda ter zmanjševanje onesnaževanja zraka in vode.
V Sloveniji letno proizvedejo preko 25.000 ton bioloških odpadkov. Iz 1 kg bioloških kuhinjskih odpadkov lahko pridobimo 0,45 m3 bioplina.

## Nadgradnja bioplina
Surov bioplin, proizveden z razkrojem, vsebuje okrog 60% metana in 29% ogljikovega dioksida s sledmi H2S ter ni dovolj kakovosten, če ga lastnik namerava prodati ali uporabiti kot gorivo za pogon kmetijske mehanizacije. Že korozivna narava H2S (vodikov sulfid) je dovolj, da uniči notranjost drage strojne opreme. Rešitev je uporaba procesa nadgradnje ali čiščenja, pri čemer se kontaminacijske snovi surovega bioplina adsorbirajo ali temeljito očistijo, tako da v prostorninski enoti plina ostane 98% metana. Obstajajo štiri glavne metode nadgradnje bioplina, in sicer pranje z vodo, adsorpcija z nihajočim tlakom, adsorpcija seleksola in kemijska obdelava. Najbolj razširjena je metoda pranja z vodo, kjer plin pod visokim tlakom potuje v stolpičasto posodo, kjer se temeljito očistijo ogljikov dioksid in sledi drugih spojin, potem ko na plin stopničasto pada voda v smeri, ki je nasprotna toku plina. Ta postopek lahko proizvede 98- odstotni metan, proizvajalci pa zagotavljajo največ 2% izgubo metana v sistemu. Sistem nadgradnje bioplina porabi 3 do 6% energije, ki jo med uporabo sprosti bioplin.

## Vbrizgavanje bioplina v plinsko omrežje
Vbrizgavanje bioplina v plinsko omrežje pomeni njegovo vbrizgavanje v metansko omrežje (omrežje naravnega plina). Vbrizgavanje vključuje bioplin: dokler ni bilo odkrito mikro kombiniranje toplote in električne energije, sta 2/3 vse energije, proizvedene v bioplinskih elektrarnah, predstavljali izgubo (pretvorili sta se v toploto); z uporabo omrežja za prenos bioplina k odjemalcem se lahko električna energija in toplota generirata pri odjemalcih, kar ima za rezultat zmanjšanje izgub pri transportu energije. Tipične izgube energije v sistemih prenosa naravnega plina so od 1 do 2%, medtem ko ima prevladujoč električni sistem od 5 do 8% izgube energije.

## Zakonodaja
EU ima trenutno eno najstrožjih zakonodaj na področju upravljanja z odpadki in urejanja njihovih odlagališč, zbrano v Direktivi za odlagališča (Landfill Directive). V ZDA zakonodaja nasprotuje plinu, pridobljenemu iz odpadkov, ker vsebuje VOC. Ameriški akt o čistem zraku in Dolument 40 Kodeksa zveznih predpisov (CFR) zahtevata od lastnikov odlagališč, da ocenijo količino izpuščenih nemetanskih organskih spojin (NMOC). Če ocenjeni izpusti NMOC presegajo 50 ton letno, se od lastnika odlagališča zahteva zbiranje in ustrezno kemijsko obdelavo deponijskega plina, s katero odstani nakopičene NMOC. Deponijski plin se običajno obdeluje z zgorevanjem. Zaradi oddaljenosti odlagališč proizvodnja elektrike iz bioplina včasih ni ekonomsko upravičena. Toda v državah, kot sta Velika Britanija in Nemčija, so že uveljavili zakonodajo, ki omogoča kmetom, ki proizvajajo bioplin, dolgoročno ekonomsko in energetsko varnost.

## Razvoj bioplina po svetu
V letu 2007 je bilo ocenjeno, da 12.000 vozil uporablja bioplin kot gorivo večinoma v Evropi.
V Sloveniji je potencial bioplina še relativno slabo izkoriščen, je pa bila med 2008 in 2009 zaznana visoka kar 117% rast koriščenja bioplina. Proizvodnja elektrike iz bioplina v SLoveniji je bila v letu 2010 približno 40 GWh in sicer v 17 bioplinarnah s skupno instalirano močjo 17 MW.

### V Združenih državah Amerike
V Združenih državah Amerike je zaradi velike koristi, bioplin začel postajati priljubljen vir energije, kar je tam tudi pospešilo uporabo in prodajo bioplina. Leta 2003 so Združene države porabile 147,000.000.000.000 BTU energije iz odpadnega plina, kar je približno 0,6% celotne porabe zemeljskega plina v ZDA. Metan plin je bil pridobljen iz kravjih izločkov, ki so bili testirani v laboratorijih Združenih državah Amerike. Glede na študijo v letu 2008 zbrano iz revije Znanost in otroci, bi bilo metana v bioplinu pridobljenega iz kravjih izločkov dovolj za proizvodnjo 100 milijard kilovatnih ur, kar bi bilo dovolj za milijone domov po vsej Ameriki. Poleg vsega je bil metan uporabljen v bioplinu preizkušeno dokazan, da lahko zmanjša 99,000.000 ton, oziroma okoli 4% emisij toplogrednih plinov, ki jih Združene države Amerike pridelajo.
Kot primer v Vermont-u, so bioplin, ki je nastali v okolici kmetij, vključili v program CVPS "The Cow Power". "The Cow Power" program je na voljo pri centralah Vermont javne službe Corporation kot prostovoljni prispevek za pridobitev bioplina. Stranke so lahko izbrale plačilo premije kar na njihovem računu za elektriko, tako se je premija prenesla neposredno kmetijam, ki so bile vključene v program. V Sheldon, Vermont Green Mountain Dairy je določeno število obnovljivih virov energije v okviru programa "The Cow Power". Vse se je začelo, ko sta brata Bill in Brian Rowell, ki sta lastnika kmetije želela obravnavati nekatere izzive ravnanja z biološkimi odpadki, s katerimi se soočajo kmetij za proizvodnjo mleka, vključno z vonjem po bioloških odpadkih, in dostopnostjo hranil za rastline, ki so potrebne za rast ter kasneje za krmljenje živali. V povprečju je sistem, ki sta ga vodila brata Rowell proizvedel dovolj električne energije za od 300 do 350 drugih domov. Zmogljivost generatorja je okrog tristo kW.
V Herefordu, Texas kravje izločke uporabljajo za pogon etanol elektrarne. S prehodom na bioplin je etanol elektrarna
prihranila tisoč sodov nafte na dan. Na splošno je elektrarna zmanjša prevozne stroške in odprla številna nova delovna mesta v prihodnosti elektrarn, ki se bodo ukvarjala s proizvodnjo bioplina.

### V Veliki Britaniji
V Veliki Britaniji plin iz čistilnih naprav proizvaja električno energijo in porabi zelo malo energije v primerjavi s skupno porabo električne energije - samo 80 MW za proizvodnjo v primerjavi s porabo 70 GW v omrežju . Trenutno je manj kot 50 odlagališč brez čistilnih naprav v Veliki Britaniji.

### Na Indijskem podkontinentu
V Pakistanu in Indiji se plin, ki nastane iz anaerobne presnove gnoja v majhnih presnovnih prostorih imenuje »gobar plin«; ocenjujejo, da taki prostori obstajajo v več kot dveh milijonih gospodinjstev v Indiji in stotinah tisočih v Pakistanu, še posebej v severnem Punjab-u, kot posledica uspešnega povečevanja števila živine. Presnovnik je zračno neprepustna krožna jama narejena iz betona povezana s cevmi. Gnoj je usmerjen v jamo, po navadi direktno iz staje živine. Jamo se potem napolni s potrebno količino odpadne vode. Plinske cevi so povezane s hišnim ognjiščem/kaminom s kontrolnimi ventili. Zgorevanje tega plina sprošča zelo malo vonja in dima. Zaradi enostavne implementacije in uporabe poceni surovin, je to v vaseh ena od najbolj ekoloških energijskih virov za podeželjske potrebe. Eden tip takih sistemov je Sintex Digester. Nekateri načrti uporabljajo vijuge za nadaljnje izboljšanje blata proizvedenega s plinskimi tovarnami za uporabo kot kompost.
Deenabandhu model je novi načrt proizvodnje plina, ki je popularen v Indiji. Enota ima po navadi kapaciteto od 2 do 3 kubičnih metrov. Naredi se iz opek ali z uporabo železobetonske mešanice/mase. Model iz opek stane približno 18000 rupij, železobetonski pa 14000 rupij, vendar Indijsko ministrstvo za neobičajne energijske vire ponuja subvencije do 3500 rubljev za zgrajen model.

### V državah v razvoju
Domače plinske tovarne spreminjajo živinski gnoj in blato iz stranišč (fekalije) v plin in blato, fermentirano gnojivo. Ta tehnologija je izvedljiva pri manjših imetnikih živine, katera proizvede 50 kg gnoja na dan, za kar zadošča približno 6 prašičev ali 3 krave. Ta gnoj mora imeti možnost da se pobere, pomeša z vodo in se ga dovede v tovarno. Stranišča so lahko povezana. Drugi pogoj je temperatura, ki vpliva na proces fermentacije (kipljena/kvašenja). Na optimalno 36 Co je tehnologija še posebej primerna za tiste, ki živijo v subtropski ali tropski klimi. Zato je ta tehnologija za manjše imetnike v razvijajočih se državah pogosto primerna.
Odvisno od velikosti in lokacije, je tipična opečna trdno kupolasto pokrita plinska tovarna lahko nameščena na dvorišču kmečkega gospodinjstva z investicijo med 300 do 500 dolarji v Azijskih državah in do 1400 dolarji v Afriških. Visoko kakovostna plinska tovarna potrebuje minimalne vzdrževalne stroške in lahko proizvaja plin vsaj 15 do 20 let brez večjih problemov ali dodatnih investicij. Za uporabnika plina zagotavlja čisto energijo za kuhanje, zmanjša notranje onesnaženje zraka in zmanjša čas tradicionalnega zbiranja bio mase, še posebej za ženske in otroke. Blato je čisto organsko gnojilo, ki potencialno povečuje poljedelski pridelek.
Domača plinska tehnologija je uveljavljena in uporabljana tehnologija v več delih sveta, še posebej v Aziji. Kar nekaj držav v tej regiji je začelo z velikimi projekti z domačim plinom, kot so npr. Kitajska in Indija. Nizozemska organizacija za razvoj, SNV, podpira nacionalne programe v zvezi z domačim plinom, ki ciljajo na vzpostavljanje komercialnih domačih plinskih sektorjih v katerih lokalna podjetja tržijo, nameščajo in servisirajo plinske tovarne za gospodinjstva. V Aziji SNV dela v Nepalu, Vietnamu, Bangladešu, Kambodžiji, Lao PDR-ju, Pakistanu in Indoneziji, in pa v Afriki v Ruandi, Senegalu, Burkina Faso-u, Etiopiji, Tanzaniji, Ugandi in Keniji.